# Cadaba trifoliata
Cadaba trifoliata là một loài thực vật có hoa trong họ Capparaceae. Loài này được Wight & Arn. mô tả khoa học đầu tiên năm 1833.